# Rugby nos Jogos Olímpicos de Verão de 1908
O rugby nos Jogos Olímpicos de Verão de 1908 foi realizado em Londres, no Reino Unido, pela segunda vez em olimpíadas.
A equipe da casa foi representada pelo time da Cornualha, campeão britânico de 1907. Os franceses, campeões olímpicos em 1900, desistiram de defender o título e a Australásia, representada por uma equipe australiana foi a única a se inscrever no torneio.
| Ouro | Prata | Bronze |
| ANZ Australásia Phillip Carmichael Daniel Carroll John Hickey Francis Bede-Smith Christopher McKivatt Arthur McCabe Thomas Griffen John Barnett Patrick McCue Sydney Middleton Tom Richards Malcom McArthur Charles McMurtrie Robert Craig | GBR Grã-Bretanha Edward Jackett Bertram Solomon L. F. Dean J. T. Jose Thomas Wedge James Davey Richard Jackett Arthur Wilson Nicholas Tregurtha A. Lawrey C. R. Marshall A. Wilcocks John Trevaskis | nenhum |

## Resultado

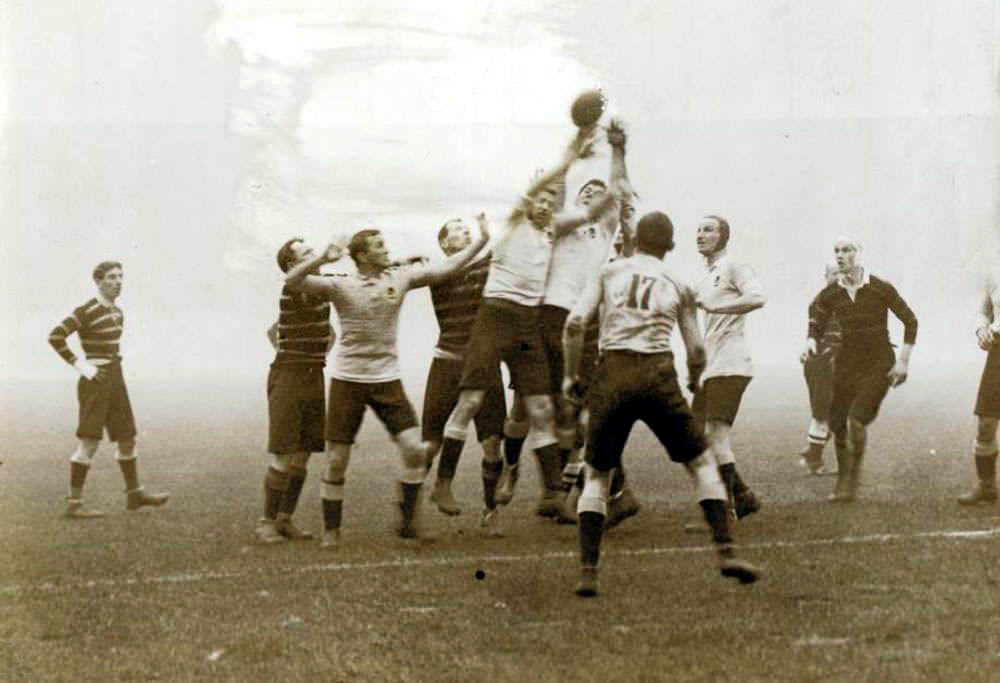
Partida entre Australásia e Grã-Bretanha.

| Vencedores  | Placar | Perdedores   |
| ----------- | ------ | ------------ |
| Australásia | 32-3   | Grã-Bretanha |